# Nikon D5600

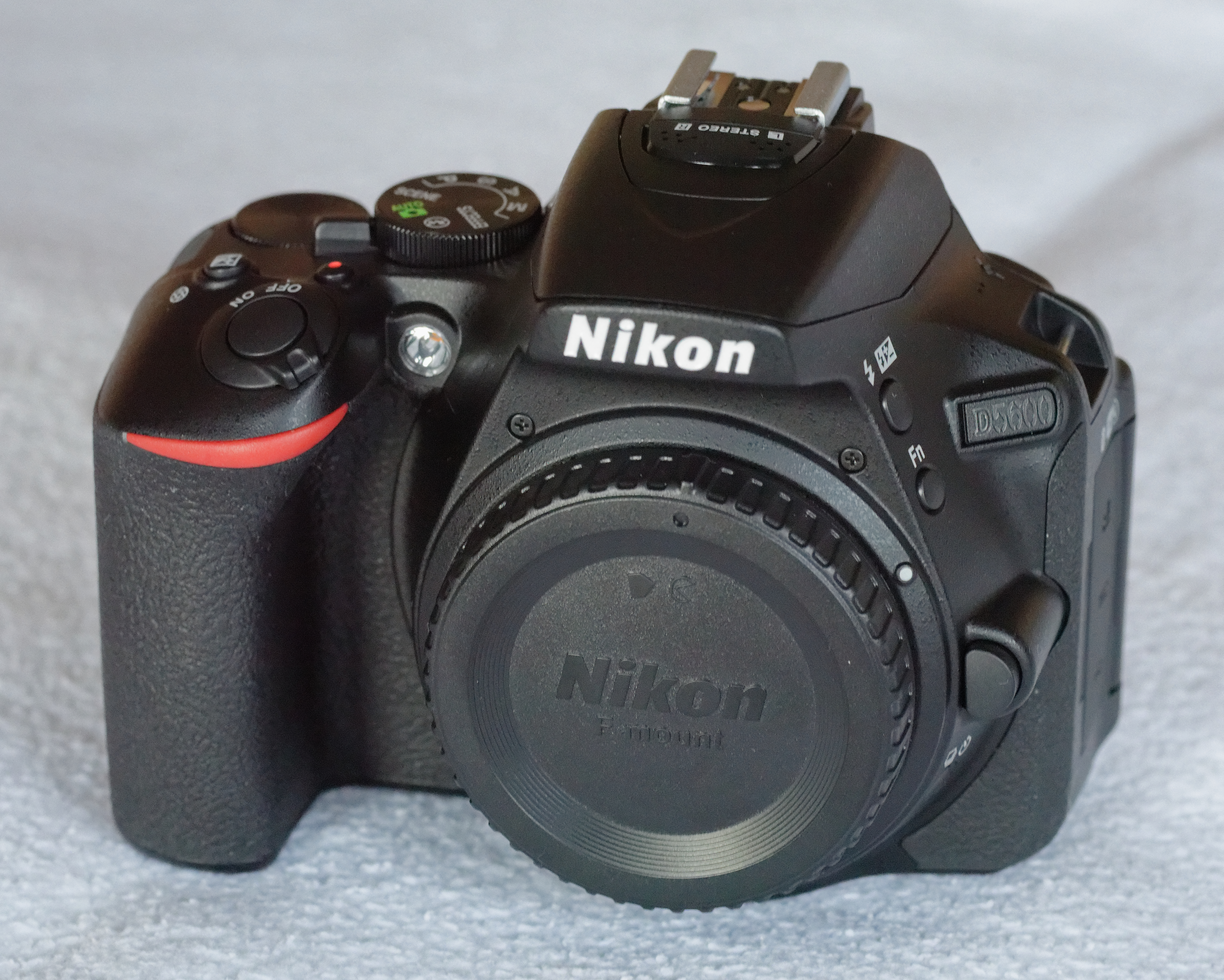
Nikon D5600

Nikon D5600 je model těla jednooké digitální zrcadlovky značky Nikon s výměnnými objektivy s upevňovacím bajonetem typu F s AF kontakty, který byl představen na trh v roce 2016 jako nástupce modelu D5500 a zároveň je také posledním modelem řady D5xxx.
Stejně jako Nikon D5500 je fotoaparát vybaven výklopným dotykovým displejem, což v kombinaci s živým náhledem umožnuje jednodušší zachycování z různých úhlů. Na rozdíl od svého předchůdce je Nikon D5600 kompatibilní s aplikací Snapbridge a kromě Wi-Fi připojení nabízí ještě Bluetooth a NFC.

## Specifikace
- Rozměry: 124×97×70 mm
- Hmotnost: 415 g (pouze tělo fotoaparátu bez baterie)
- Procesor: Nikon Expeed 4
  - Umožnuje nahrávání vide ve full HD (1080p) a lepší zaostřování v režimu živého náhledu a oproti Expeed 3 má menší spotřebu energie

### Snímač
- CMOS
- Celkem 24,78milionů pixelů (z  toho 24,2 MP aktivních)
- Formát DX - APS-C, 23,5mm × 15,6 mm, crop faktor 1,5×

### Ukládání dat
- Formáty souborů:
  - JPEG (s volitelnou kompresí)
  - RAW (.nef) – komprimované, 12 nebo 14 bitů
- Paměťové médium: 1 slot pro SD/SDHC/SDXC kartu s přenosovým rozhraním UHS-I
- Systém souborů: DCF 2.0, Exif 2.3, PictBridge

### Hledáček
- Optický černý pentamirror
- Pokrytí obrazového pole 0,95
- Dioptrická korekce

### Závěrka
- Rychlost závěrky: 1/4000s – 30 s, Bulb, Time
- Typ: elektronicky řízená štěrbinová s vertikálním chodem

### Snímání
- Snímací režimy
  - S jednotlivé snímky
  - L pomalé sériové snímání (3 snímky za sekundu)
  - H rychlé sériové snímání (až 5 snímků za sekundu, při ukládání v 14-bit raw formátu 4 snímky za sekundu)
  - Q tichá expozice
  - Samospoušť
- Podpora intervalového snímání

### Expozice
- Měření: TTL pomocí 2 016 pixelového RGB snímače
- Korekce expozice ± 5 EV po 1/3 EV
- Režimy
  - plně automatický
  - automatický bez blesku
  - režimy scén
  - efekty
  - priorita clony
  - priorita času
  - programová automatika
  - plně manuální
- ISO 100 – 25 600 v krocích po 1/3 EV
- D-Lighting

### Zaostřování
- AF modul Nikon Multi-CAM 4800DX
- TTL fázový detekční systém s 39 body AF (včetně 9 křížových snímačů)
- Podpora sledování 3D sledování a předmětů v pohybu
- Zaostřovací matnice typ B BriteView Clear Matte Dark VII
- Podpora automatického zaostřování s objektiv AF-S, AF-P, AF-I
- AF
  - AF-S jednorázové
  - AF-C kontinuální
  - AF-A automatické aktivace prediktivního zaostřování podle objektivu
- MF

### Displej
LCD s úhlopříčkou 3,2“ (8,1 cm) a rozlišením 720×480px.

### Baterie
- Dobíjecí lithium-iontová baterie EN-EL14
- Cca 970 snímků podle CIPA standartu
- Cca 70 minut při 1080p60

### Blesk
- Vestavěný blesk (směrné číslo 12)
- Předbleskové světlo proti červeným očím

### Připojení
- Bezdrátové propojení Bluetooth 4.1, Wi-Fi, NFC

- Rozhrání
  - HDMI typu C
  - Micro USB
  - Jack 3,5 mm
  - Konektor na připojení kabelového dálkového ovládání

### Funkce
- Timelapse
- HDR
- Active D-lighting
- Expoziční bracketing

### Video
- Full HD (1080p), až 60 fps
- komprese: H.264, MPEG-4, formát MOV

### Snapbridge
Aplikace od Nikonu, která využívá technologii Bluetooth Low Energy. Aplikace umožnuje přenos videa i fotografií a dálkové ovládání. V závislosti na modelu fotoaparátu podporuje různé funkce.
U modelu D5600 je možné stahovat JPEG fotografie v 2 MP nebo originální velikosti.
Aplikaci je potřeba stáhnout z Google Play nebo AppStore a poté spárovat s fotoaparátem. Přenos bude běžet, pokud máte k dispozici Bluetooth 4.0 nebo novější verzi.